# التفرد الأمريكي (كتاب)
التفرد الأمريكي هو كتاب للمؤلف مارك ستين. يشرح هذا الكتاب كيف أن مجموعة صغيرة من الإمبرياليين- حسب رأي الكاتب- استطاعت السيطرة على السياسة الخارجية الأمريكية. الكتاب يزخر بالهوامش واقتباسات الكتب التي تشرح أسباب تحول العلاقة الأمريكية ببقية العالم إلى كارثة. يعتبر الكتاب بمثابة كشف مبهر جديد لكل من يريد أن يفهم -حسب رأي الكاتب- أسباب سيطرة المحافظين الجدد على الولايات المتحدة وأسباب تدخلها في الشرق الأوسط.

## نظرة عامة
في أمريكا ثمة أحداث تدور في سياق الحرب العالمية على الإرهاب، حيث يقول ستين إن "معظم ما نطلق عليه "العالم الغربي" لن ينجو من القرن الحادي والعشرين". وسوف يختفي جزء كبير منه فعليًا خلال حياتنا، بما في ذلك العديد من الدول الأوروبية، إن لم يكن معظمها". ووفقًا لمقالة نشرت بتاريخ 1 من يوليو 2007 بعنوان "الجمهورية الجديدة"، يقول ستين إن الأشخاص البيض "منغمسون في أنفسهم لدرجة أنهم لا يستطيعون التكاثر"، في حين أن عدد السكان المسلمين يتزايد بسرعة - 20 مليون مسلم أوروبي في عام 2006، والذي سيرتفع إلى أكثر من 150 مليون بحلول عام 2015. ونتيجة لذلك، ستكون هناك "عمليات إخلاء واسعة النطاق حوالي عام 2015". وسوف تستسلم أوروبا لتنظيم القاعدة، وسوف تتحول "فرنسا الكبرى" بلا هوادة إلى البوسنة الكبرى".
يقول ستين إن السقوط المتوقع للعالم الغربي يستند إلى ثلاثة عوامل، التراجع الديموغرافي، وعدم استدامة الدولة الديمقراطية الاجتماعية الغربية المتقدمة، واستنفاد الحضارة. حيث استند ستين في حجته حول انخفاض عدد السكان في ملاحظته الخاصة بأن الدول الأوروبية لديها معدلات مواليد منخفضة بينما الدول الإسلامية لديها معدلات مواليد أعلى. وكتب ستين أنه في العقد الأول من القرن الحادي والعشرين، انخفض عدد سكان العالم المتقدم من حوالي 30% من سكان العالم إلى حوالي 20%، في حين زاد عدد سكان الدول الإسلامية من حوالي 15% إلى 20%.
لقد جادل ستين بأن الدولة الديمقراطية الاجتماعية الغربية المتقدمة كانت غير مستدامة، وبناءً على ملاحظته أن مسؤوليات البالغين العاديين مثل رعاية كبار السن، ورعاية الأطفال، والرعاية الصحية والتأمين، أصبحت تنتقل إلى الدولة ببطء. ويجادل ستين بأن هذه البرامج تؤدي إلى تآكل الإحساس الأساسي للإنسانية بالاعتماد على الذات إلى درجة ما حيث ستتولى السيطرة مجموعة أكثر مرونة من الناس هم المسلمين في رأيه. وقال إن الحضارة استنفدت لأن الدول الغربية تركز بشدة على الأخلاق والنسبية الثقافية مع استخدام تفضيلي للكلمتين الجديدتين "التنوع" و"العنصرية" لدرجة أنها غير قادرة على رؤية أن وجودها مهدد. وعلى وجه التحديد، يرى أن الدول الأوروبية قد تخلت عن الدفاع عن نفسها واعتمدت على الولايات المتحدة للدفاع عنها. ويرى أن معاداة أمريكا هي إحدى أعراض الإرهاق الحضاري، سواء تجلّى ذلك في المسلمين الذين ترمز لهم أمريكا الإباحية للمثليين، والأطفال المولودين خارج إطار الزواج، والنساء غير المحتشمات، والفجور. أو من قبل الأوروبيين الذين ترمز لهم أمريكا إلى المسيحية الفظة والمتطرفة، والأسلحة النارية غير الخاضعة للرقابة. ومع ذلك، فمن وجهة نظره فإن أمريكا هي القوة الحميدة الأكثر من غيرها التي شهدها العالم على الإطلاق. ووفقاً لستين، فإن أمريكا ستكون الدولة الأخيرة والوحيدة - كما سيتم الاستيلاء على جميع الدول الأخرى من قبل المسلمين - التي ستحتفظ بإحساسها بالحفاظ على الذات، ولكن هذا ليس أمراً مسلماً به، لأن أعداء أمريكا يعلمون أنها هربت من فيتنام ويأملون أن تستمر أمريكا في الفرار عندما تواجه التحدي.
والحجة الأخيرة التي ساقها ستين هي أن العالم الإسلامي لن يحتاج إلى شن هجوم مباشر. بدلاً من ذلك فإن أوروبا سوف تنهار بسبب "حساسية التعددية الثقافية"، وهو من شأنه أن يؤدي إلى خيانة القيم الأساسية للدولة. خلال أزمة الرسومات الكاريكاتورية الدنماركية المسيئة للنبي محمد عام 2006، أشاد جاك سترو، وزير الخارجية البريطاني آنذاك بـ"حساسية" قرار فليت ستريت الذي قضى بعدم إعادة طباعة الصور المسيئة للنبي.."
وفي منشور عام 2016 على مدونته الشخصية، كتب ستين أن كتابه "أمريكا وحدها" لا يزال "أكبر قصة في عصرنا". وقال إن "قادة الغرب ما زالوا غير قادرين على التحدث عن ذلك، ليس لشعوبهم، وليس لأمانة... أنا سعيد لأنني طرحت هذا الموضوع. وقد حان الوقت للآخرين للتحدث علناً".
يستشهد ستين بروبرت د. كابلان، مؤلف كتاب الفوضى القادمة، والذي أشار إلى البلدان والمناطق التي "تدمر فيها الندرة والجريمة والاكتظاظ السكاني والقبلية والمرض النسيج الاجتماعي لكوكبنا بسرعة". باسم "الأراضي الهندية". ويشير ستين أيضًا إلى كتاب "توماس بي إم بارنت" الصادر عام 2006 بعنوان مخطط للعمل: وهو مستقبل يستحق الإبداع، والذي يدرس فيه العلاقات المحتملة بين الولايات المتحدة وإيران والعراق والشرق الأوسط والصين. وكوريا الشمالية وأمريكا اللاتينية وأفريقيا في عالم ما بعد 11 سبتمبر. ويقول ستين إن "الفرق بين الأراضي الهندية القديمة والأراضي الجديدة هو كما يلي: لم يكن على أحد أن يقلق بشأن ركوب سيارة سيوكس في الجادة الخامسة. واليوم، ومع وجود بضع مئات من الدولارات على بطاقة الصراف الآلي الخاصة به، يمكن للرجل القادم من الأراضي الوعرة أن يكون في مكانه الصحيح". وأن يكون قلب المدينة في غضون ساعات وهنا فرق آخر: وفي الأيام الخوالي، استوطن الرجل الأبيض الأراضي الهندية. والآن أتباع الأئمة المتطرفين في الأراضي الوعرة يستوطنون المدينة حيث كان لديهم أقواس وسهام، وكان سلاح الفرسان بنادق. وفي الأراضي الهندية اليوم، تمتلك البلدان التي لا تستطيع إطعام شعوبها أسلحة نووية.
ويرفض ستين خطر تغير المناخ، و"القنبلة السكانية"، و"حدود النمو"، والشتاء النووي.

## استقبال نقدي
ذكرت مقالة نيو ريبابليك أنه بحلول عام 2007، كان كتاب ستين أمريكا قد أقنع بالفعل قراء مجلة المراجعة الوطنية والتي أسماها "الكتاب المقدس للمحافظة الأمريكية" -ولغز إسلامي وشيك ولا مفر منه.
وفي مراجعته لعام 2007 لـسيتي جورنال، أشاد كريستوفر هيتشنز بالكتاب ووصفه بأنه "كتاب متشدد بشكل مثير للإعجاب". وقال هيتشنز أن "كتاب مارك ستين هو في الأساس تحدي لـ bien-pensants بيننا: وإصرار على أننا ندرك وجود تهديد غير عادي وبالتالي الحاجة المحتملة إلى استجابات غير عادية. ولا يحتاج إلى الظهور كما لو كان هو الشخص الوحيد الذي يتمتع بالشجاعة للتفكير بهذه الطريقة."
راجع الروائي البريطاني مارتن أميس الكتاب أيضًا في التايمز ووصف ستين بأنه "القائل العظيم عما لا يمكن قوله". وأضاف أميس: "ما زلت آمل أن تكتسب تحذيراته بعض الزخم، رغم جهود أسلوبه النثري في إعاقتها". ثم قام رئيس الولايات المتحدة جورج بوش الابن بتوزيع نسخ على موظفي البيت الأبيض بعد قراءة كتاب ستين. ووفقًا لستين، فقد قرأه أيضًا المرشح الديمقراطي لمنصب نائب الرئيس جو ليبرمان ورئيس الوزراء الإسباني خوسيه ماريا أثنار. في مراجعة عام 2007 والتي أجراها السياسي البريطاني الناشط البارز في حملة خروج بريطانيا من الاتحاد الأوروبي "مايكل جوف"، وكتب أن حقيقة "العديد من استنتاجات ستين ستكون غير مستساغة بالنسبة لنا". وإن الإجماع الأوروبي يؤكد فقط مدى الفشل في مواجهة الحقائق القاسية الذي اتسم به الرد الأوروبي على حجم التهديد الإرهابي الذي نواجهه".
قال الصحفي دانيال جونسون إن ستين "لعين بقدر ما هو مقنع: فمن الانتحار الديموغرافي إلى التنازل عن الدفاع عن النفس، فهو يجري تحليلاً جنائيًا لتفريغ الثقافة العالية التي من أجلها كانت القارة لا تزال تحظى بالاحترام منذ جيل مضى."
قال الناشر كونراد بلاك وهو كاتب في صحيفة كندية في مراجعته لكتاب متابعة ستين "بعد أمريكا: استعدوا لهرمجدون" وأشار إلى "أمريكا وحدها" على أنها تمجيد "... المكانة البطولية لأمريكا باعتبارها "المقاوم الرئيسي والوحيد لانحطاط الغرب والنهب البدائي الذي لا نهاية له للإسلام المتشدد، والذي يتم تنفيذه بالتواطؤ الخبيث من الصين".
وانتقدت منظمة العدالة والدقة في التقارير الكتاب ووصفته بأنه "معادٍ للإسلام بلا شك". والمؤلف سهيل سعدي في إندبندنت أشار إليها بـ "الهستيرية".
وفي مقال صحفي نُشر في مارس 2013 بعنوان "الدراسات العرقية والعنصرية"، كتب نصار مير أن الكتاب "يشبه بشكل ملحوظ المخاوف بشأن الانحدار الغربي في أواخر القرن التاسع عشر".
اعتُبر الكتاب بمثابة تعميم لنظرية أورابيا لبات يور، والتي استشهد ستين بها صراحةً.

## روابط خارجية
- A review of America Alone: The End of the World as We Know It للكاتب ثيودور دالريمبل في Claremont Review of Books
- BookBites – Quotes from America Alone نسخة محفوظة March 29, 2008, على موقع واي باك مشين.
- Excerpt from book
- Conversations with History نسخة محفوظة October 12, 2009, على موقع واي باك مشين.: Mark Steyn نسخة محفوظة July 26, 2009, على موقع واي باك مشين.، video على يوتيوب, University of California Television, 2007-03-14